# Sezemče
Sezemče (izvirno srbsko Сеземче) je naselje v Srbiji, ki upravno spada pod Občino Kruševac; slednja pa je del Rasinskega upravnega okraja.

## Demografija
V naselju, katerega izvirno (srbsko-cirilično) ime je Сеземче, živi 210 polnoletnih prebivalcev, pri čemer je njihova povprečna starost 42,3 let (38,8 pri moških in 46,4 pri ženskah). Naselje ima 82 gospodinjstev, pri čemer je povprečno število članov na gospodinjstvo 3,05.
To naselje je, glede na rezultate popisa iz leta 2002, večinoma srbsko, a v času zadnjih treh popisov je opazno zmanjšanje števila prebivalcev.
|  |

| Demografija | Demografija     | Demografija     |
| Leto        | Št. prebivalcev | Št. prebivalcev |
| ----------- | --------------- | --------------- |
|             |                 |                 |
|             |                 |                 |
|             |                 |                 |
|             |                 |                 |
| 1948        | 452             |                 |
| 1953        | 564             |                 |
| 1961        | 628             |                 |
| 1971        | 696             |                 |
| 1981        | 491             |                 |
| 1991        | 291             | 276             |
| 2002        | 300             | 250             |
|             |                 |                 |

| Etnična sestava po popisu iz leta 2002 | Etnična sestava po popisu iz leta 2002 | Etnična sestava po popisu iz leta 2002 | Etnična sestava po popisu iz leta 2002 | Etnična sestava po popisu iz leta 2002 |
| -------------------------------------- | -------------------------------------- | -------------------------------------- | -------------------------------------- | -------------------------------------- |
| Srbi                                   | Srbi                                   |                                        | 216                                    | 86,4%                                  |
| Vlahi                                  | Vlahi                                  |                                        | 16                                     | 6,4%                                   |
| Romuni                                 | Romuni                                 |                                        | 9                                      | 3,6%                                   |
| Romi                                   | Romi                                   |                                        | 1                                      | 0,4%                                   |
| Neznano                                | Neznano                                |                                        | 8                                      | 3,2%                                   |